# 天主教姆班達卡-比科羅總教區
天主教姆班達卡-比科羅總教區（拉丁語：Archidioecesis Mbandakana-Bikoroënsis）是剛果民主共和國的一個羅馬天主教教省總教區，下轄六個教區。

## 現況
總教區位於赤道省西南部，2004年有教友364,000人，佔轄區總人口40.5%。教區下轄卅三個堂區，有六十二名司鐸。現任總主教為埃爾納斯特·恩格博科-恩戈姆貝。

## 歷史
1924年2月11日成立楚阿帕宗座監牧區。1926年1月28日易名科基亞城監牧區，1932年3月22日升為宗座代牧區。1959年11月10日升為總教區。1966年10月30日易名為姆班達卡總教區。1975年4月12日比科羅教區併入。